# Markus Beerbaum

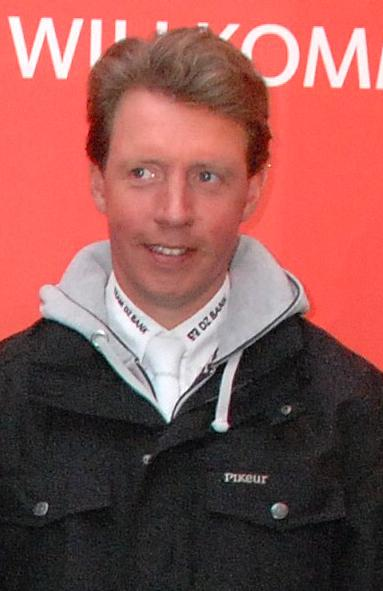
Markus Beerbaum in 2010

Markus Beerbaum (Adelebsen,  16 november 1970) is een Duits springruiter.
Zijn grootste successen behaalde hij op het wereldkampioenschap in Rome in teamverband in 1998 en de overwinning met de equipe bij de Europese kampioenschappen in Mannheim in 1997. 

Markus Beerbaum is de broer van Olympisch kampioen Ludger Beerbaum en hij is sinds 5 juni 1998 getrouwd met de eveneens internationaal bekende amazone Meredith Michaels-Beerbaum. Het paar woont in Thedinghausen op het terrein van de in 1997 overleden wereldkampioen springen Gerd Wiltfang.

## Palmares
- Europees kampioen in 1997
- Gouden medaille in teamverband op de Wereldkampioenschappen in 1998
- Wereldcup Londen 2006
- Wereldcup Jumping Amsterdam 2007
- Derde plaats Wereldcupfinale Las Vegas 2007